# 高梨マリアーニ
高梨マリアーニ（たかなし マリアーニ、11月1日 - ）は、日系ブラジル人の母と日本人の父を持つ日本の新世代R&Bシンガーソングライターである。スター所属。東京都出身。

## 略歴
2014年1月22日、『ねぇ、もぉ二度と会えない』を配信限定でリリース。
2014年2月18日、Ustream配信番組『D-Channel powered by WALLOP』にレギュラー出演決定。

## ディスコグラフィ
- デジタルシングル
  - ねぇ、もぉ二度と会えない (2014年1月21日)
  - Best Friend～君が永遠を誓う日～ (2014年10月1日)
  - 永遠 (2014年10月15日)
  - dear (2014年11月5日)
  - Are U Ready? ～POP POP POP powered by 春香クリスティーン～ Single Answer Version (2015年11月25日)